# Richard Oswald
Richard Oswald, nato Richard W. Ornstein (Vienna, 5 novembre 1880 – Düsseldorf, 11 settembre 1963), è stato un regista, sceneggiatore e produttore cinematografico austriaco.
Diventato uno dei più noti registi e produttori del cinema tedesco, Richard Oswald, alla salita al potere dei nazisti, lasciò la Germania insieme alla moglie Kathe e ai due figli.

## Biografia
Nato Richard W. Ornstein a Vienna, figlio di un ricco uomo d'affari, Oswald si iscrisse nel 1896 al Wiener Theaterseminar, la scuola superiore di recitazione. Debuttò in teatro nel 1903, recitando fino al 1913 a Vienna, a Düsseldorf, a Berlino e in provincia, lavorando anche come macchinista di palcoscenico. A Düsseldorf, conobbe l'attrice Käte Waldeck che, poi, sarebbe diventata sua moglie.
Come molti registi, anche lui passò dalla scena teatrale al cinema. Il suo primo film lo girò nel 1914, iniziando subito anche una carriera di sceneggiatore.

### Vita privata
Richard Oswald era sposato con l'attrice Kathe Oswald che gli diede due figli: Ruth (che fece alcune apparizioni sullo schermo) e Gerd Oswald che, dopo una breve carriera di attore bambino, si dedicò alla regia, lavorando a Hollywood sia per il cinema che per la televisione. Kathe, che era stata un'attrice teatrale, recitò anche per lo schermo, quasi sempre diretta dal marito. Nei primi anni venti, si ritirò per dedicarsi alla famiglia.

## Filmografia

### Regista
- Ivan Koschula (1914)
- Die Geschichte der stillen Mühle (1914)
- Das eiserne Kreuz (1914)
- Lache Bajazzo (1915)
- Das Laster (1915)
- Hampels Abenteuer (1915)
- Der Fund im Neubau - 1. Teil: Der Fingernagel (1915)
- Der Fund im Neubau - 2. Teil: Bekenntnisse eines Mörders (1915)
- Schlemihl (1915)
- Die verschleierte Dame (1915)
- Und wandern sollst Du ruhelos (1915)
- The Uncanny Room (1915)
- Il mastino dei Baskerville (Der Hund von Baskerville, 4. Teil) (1915)
- Der Hund von Baskerville, 3. Teil - Das unheimliche Zimmer (1916)
- Dämon und Mensch (1915)
- Die silberne Kugel (1916)
- Hoffmanns Erzählungen (1916)
- Zirkusblut
- Seine letzte Maske (1916)
- Die Rache der Toten (1916)
- Das unheimliche Haus (1916)
- Freitag, der 13. - Das unheimliche Haus, 2. Teil (1916)
- Der chinesische Götze - Das unheimliche Haus, 3. Teil (1916)
- Nächte des Grauens, co-regia di Arthur Robison (1916)
- Es werde Licht! 1. Teil (1917)
- Des Goldes Fluch (1917)
- Das Bildnis des Dorian Gray (1917)
- Königliche Bettler (1917)
- Der Schloßherr von Hohenstein (1917)
- Die Seeschlacht (1917)
- Die zweite Frau (1918)
- Der Weg ins Freie (1918)
- Es werde Licht! 2. Teil (1918)
- Der ewige Zweifel (1918)
- Das Perlenhalsband (1918)
- Das Kainzeichen (1918)
- Rennfieber (1918)
- Es werde Licht! 3. Teil (1918)
- Der lebende Leichnam (1918)
- Die seltsame Geschichte des Baron Torelli (1918)
- Das Dreimäderlhaus (film 1918) (1918)
- Das Tagebuch einer Verlorenen (1918)
- Jettchen Geberts Geschichte 1 - Jettchen Gebert (1918)
- Es werde Licht! 4. Teil: Sündige Mütter (1918)
- Dida Ibsens Geschichte (1918)
- Henriette Jacoby (1918)
- Der Tod des andern (1919)
- Die Prostitution, 1. Teil - Das gelbe Haus (1919)
- Die Reise um die Erde in 80 Tagen
- Anders als die Andern (1919)
- Die Prostitution, 2. Teil - Die sich verkaufen (1919)
- Die Arche (1919)
- Die letzten Menschen (1919)
- Un affare misterioso (Unheimliche Geschichten) (1919)
- Nachtgestalten (1920)
- Der Reigen - Ein Werdegang (1920)
- Kurfürstendamm (1920)
- Manolescus Memoiren (1920)
- Das vierte Gebot (1920)
- Die Geheimnisse von London - Die Tragödie eines Kindes (1920)
- Ein Königsdrama (1921)
- Die Liebschaften des Hektor Dalmore (1921)
- Das Haus in der Dragonerstraße (1921)
- Lady Hamilton (1921)
- Die goldene Pest, co-regia di Louis Ralph (1921)
- Lucrezia Borgia (1922)
- Carlos und Elisabeth (1924)
- Lumpen und Seide (1925)
- Die Frau von vierzig Jahren (1925)
- Halbseide (1925)
- Vorderhaus und Hinterhaus, co-regia di Carl Wilhelm (1925)
- Dürfen wir schweigen? (1926)
- Wir sind vom K. u. K. Infanterie-Regiment (1926)
- Im weißen Rößl
- Als ich wiederkam (1926)
- Eine tolle Nacht (1927)
- Lützows wilde verwegene Jagd (1927)
- Gehetzte Frauen
- Feme (1927)
- Funkzauber (1927)
- Gesetze der Liebe, co-regia di Magnus Hirschfeld (1927)
- Dr. Bessels Verwandlung  (1927)
- Villa Falconieri (1928)
- Die Rothausgasse (1928)
- Cagliostro - Liebe und Leben eines großen Abenteurers (1929)
- Il cane di Baskerville (Der Hund von Baskerville) (1929)
- Frühlingserwachen (1929)
- Ehe in Not (1929)
- Die Herrin und ihr Knecht (1929)
- Alraune la figlia del male (Alraune) (1930)
- Wien, du Stadt der Lieder (1930)
- Dreyfus (1930)
- Die zärtlichen Verwandten (1930)
- 1914, die letzten Tage vor dem Weltbrand (1931)
- Schuberts Frühlingstraum (1931)
- Vittoria e il suo ussaro
- Arm wie eine Kirchenmaus (1931)
- Der Hauptmann von Köpenick (1931)
- Un affare misterioso (Unheimliche Geschichten) (1932)
- Gräfin Mariza (1932)
- Ganovenehre: Ein Film aus der Berliner Unterwelt (1933)
- Il fiore delle Haway
- Ein Lied geht um die Welt (1933)
- Abenteuer am Lido (1933)
- Wenn du jung bist, gehört dir die Welt, co-regia di Henry Oebels-Oebström (come Henry Oebels) (1934)
- Bleeke Bet
- My Song Goes Round the World (1934)
- Heut' ist der schönste Tag in meinem Leben (1932)
- Il tiranno del Tibet (Tempête sur l'Asie) (1938)
- Isle of Missing Men (1942)
- Il capitano di Koepenick (I Was a Criminal) (1945)
- L'amabile ingenua (The Lovable Cheat) (1949)

### TV
- The Last Half Hour: The Mayerling Story tv movie - regista e produttore (1951)

### Sceneggiatore
- Sie kann nicht nein sagen, regia di Danny Kaden (1914)
- Der Hund von Baskerville, regia di Rudolf Meinert (1914)
- Wollen Sie meine Tochter heiraten?, regia di Nunek Danuky (Danny Kaden) (1914)
- Der Hund von Baskerville, 2. Teil - Das einsame Haus, regia di Rudolf Meinert (1914)
- Ivan Koschula, regia di Richard Oswald (1914)
- Ein seltsamer Fall, regia di Max Mack (1914)
- Detektiv Braun, regia di Rudolf Meinert (1914)
- Das eiserne Kreuz, regia di Richard Oswald (1914)
- Lache Bajazzo, regia di Richard Oswald (1915)
- Die Goldfelder von Jacksonville, regia di Richard Löwenbein (1915)
- Hampels Abenteuer, regia di Richard Oswald (1915)
- So rächt sich die Sonne, regia di William Wauer (1915)
- Der Fund im Neubau - 1. Teil: Der Fingernagel, regia di Richard Oswald (1915)
- Der Fund im Neubau - 2. Teil: Bekenntnisse eines Mörders, regia di Richard Oswald (1915)
- Die verschleierte Dame regia di Richard Oswald (1915)
- Und wandern sollst Du ruhelos, regia di Richard Oswald (1915)
- Il mastino dei BaskervilleIl mastino dei Baskerville (Der Hund von Baskerville, 4. Teil), regia di Richard Oswald (1915)
- Der Hund von Baskerville, 3. Teil - Das unheimliche Zimmer, regia di Richard Oswald (1916)
- Dämon und Mensch, regia di Richard Oswald (1916)
- Hoffmanns Erzählungen, regia di Richard Oswald (1916)
- Seine letzte Maske, regia di Richard Oswald (1916)
- Die Rache der Toten, regia di Richard Oswald (1916)
- Das unheimliche Haus, regia di Richard Oswald (1916)
- Freitag, der 13. - Das unheimliche Haus, 2. Teil, regia di Richard Oswald (1916)
- Der chinesische Götze - Das unheimliche Haus, 3. Teil, regia di Richard Oswald (1916)
- Es werde Licht! 1. Teil, regia di Richard Oswald (1917)
- Des Goldes Fluch, regia di Richard Oswald (1917)
- Das Bildnis des Dorian Gray, regia di Richard Oswald (1917)
- Der Schloßherr von Hohenstein, regia di Richard Oswald  (1917)
- Die zweite Frau, regia di Richard Oswald (1918)
- Der Weg ins Freie, regia di Richard Oswald (1918)
- Es werde Licht! 2. Teil, regia di Richard Oswald (1918)
- Das Kainzeichen, regia di Richard Oswald (1918)
- Es werde Licht! 3. Teil, regia di Richard Oswald (1918)
- Der lebende Leichnam, regia di Richard Oswald (1918)
- Die seltsame Geschichte des Baron Torelli, regia di Richard Oswald (1918)
- Das Tagebuch einer Verlorenen, regia di Richard Oswald (1918)
- Jettchen Geberts Geschichte 1 - Jettchen Gebert, regia di Richard Oswald (1918)
- Es werde Licht! 4. Teil: Sündige Mütter, regia di Richard Oswald (1918)
- Dida Ibsens Geschichte, regia di Richard Oswald (1918)
- Henriette Jacoby, regia di Richard Oswald (1918)
- Der Tod des andern, regia di Richard Oswald (1919)
- Die Prostitution, 1. Teil - Das gelbe Haus, regia di Richard Oswald (1919)
- Anders als die Andern, regia di Richard Oswald (1919)
- Die Prostitution, 2. Teil - Die sich verkaufen, regia di Richard Oswald (1919)
- Die Arche, regia di Richard Oswald (1919)
- Die letzten Menschen, regia di Richard Oswald (1919)
- Un affare misterioso (Unheimliche Geschichten), regia di Richard Oswald (1919)
- Nachtgestalten, regia di Richard Oswald (1920)
- Der Reigen - Ein Werdegang, regia di Richard Oswald (1920)
- Kurfürstendamm, regia di Richard Oswald (1920)
- Manolescus Memoiren, regia di Richard Oswald (1920)
- Das vierte Gebot, regia di Richard Oswald (1920)
- Die Geheimnisse von London - Die Tragödie eines Kindes, regia di Richard Oswald (1920)
- Die Liebschaften des Hektor Dalmore, regia di Richard Oswald (1921)
- Lady Hamilton, regia di Richard Oswald (1921)
- Lucrezia Borgia, regia di Richard Oswald (1922)
- Lumpen und Seide, regia di Richard Oswald (1925)
- Die Frau von vierzig Jahren, regia di Richard Oswald (1925)
- Halbseide, regia di Richard Oswald (1925)
- Vorderhaus und Hinterhaus, regia di Richard Oswald, Carl Wilhelm (1925)
- Dürfen wir schweigen?, regia di Richard Oswald (1926)
- Wir sind vom K. u. K. Infanterie-Regiment, regia di Richard Oswald (1926)
- Eine tolle Nacht, regia di Richard Oswald (1927)
- Un affare misterioso (Unheimliche Geschichten), regia di Richard Oswald (1932)
- Heut' ist der schönste Tag in meinem Leben, regia di Richard Oswald (1932)
- Il tiranno del Tibet (Tempête sur l'Asie), regia di Richard Oswald (1938)
- Isle of Missing Men, regia di Richard Oswald (1942)
- L'amabile ingenua (The Lovable Cheat), regia di Richard Oswald (1949)

### Produttore
- Zirkusblut
- Seine letzte Maske
- Das unheimliche Haus
- Der chinesische Götze - Das unheimliche Haus, 3. Teil
- Freitag, der 13. - Das unheimliche Haus, 2. Teil
- Es werde Licht! 1. Teil
- Des Goldes Fluch
- Das Bildnis des Dorian Gray
- Königliche Bettler
- Der Schloßherr von Hohenstein, regia di Richard Oswald  (1917)
- Der Tod des Baumeisters Olsen
- Der Weg ins Freie
- Das Kainzeichen
- Rennfieber
- Der lebende Leichnam
- Die seltsame Geschichte des Baron Torelli
- Das Dreimäderlhaus
- Die Reise um die Erde in 80 Tagen
- Peer Gynt
- Peer Gynt - 2. Teil: Peer Gynts Wanderjahre und Tod
- Anders als die Andern, regia di Richard Oswald (1919)
- Die letzten Menschen, regia di Richard Oswald (1919)
- Un affare misterioso (Unheimliche Geschichten), regia di Richard Oswald (1919)
- Nachtgestalten, regia di Richard Oswald (1920)
- Der Reigen - Ein Werdegang
- Die Geheimnisse von London - Die Tragödie eines Kindes
- Ein Königsdrama
- Die Liebschaften des Hektor Dalmore
- Das Haus in der Dragonerstrasse
- Lady Hamilton, regia di Richard Oswald (1921)
- Die goldene Pest
- Das Logierhaus für Gentleman
- Dr. Gyllenborgs doppeltes Gesicht
- Erdgeist
- Paganini
- Lumpen und Seide
- Die Frau von vierzig Jahren, regia di Richard Oswald (1925)
- Halbseide
- Vorderhaus und Hinterhaus
- Dürfen wir schweigen?
- Wir sind vom K. u. K. Infanterie-Regiment
- Im weißen Rößl
- Als ich wiederkam
- Eine tolle Nacht
- Lützows wilde verwegene Jagd
- Gehetzte Frauen
- Feme
- Funkzauber
- Dr. Bessels Verwandlung
- Villa Falconieri, regia di Richard Oswald (1928)
- Die Rothausgasse
- Cagliostro - Liebe und Leben eines großen Abenteurers
- Frühlingserwachen, regia di Richard Oswald (1929)
- Alraune la figlia del male (Alraune), regia di Richard Oswald (1930)
- Wien, du Stadt der Lieder, regia di Richard Oswald (1930)
- Dreyfus, regia di Richard Oswald (1930)
- Die zärtlichen Verwandten
- 1914, die letzten Tage vor dem Weltbrand
- Schuberts Frühlingstraum
- Vittoria e il suo ussaro
- Der Hauptmann von Köpenick (1931)
- Un affare misterioso (Unheimliche Geschichten), regia di Richard Oswald (1932)
- Gräfin Mariza, regia di Richard Oswald (1932)
- Ganovenehre: Ein Film aus der Berliner Unterwelt
- My Song Goes Round the World
- Isle of Missing Men
- L'amabile ingenua

### Attore
- Halbwelt
- Zouza
- Hoffmanns Erzählungen, regia di Richard Oswald (1916)